# Bečov nad Teplou
Bečov nad Teplou település Csehországban, a Karlovy Vary-i járásban. Bečov nad Teplou Krásno, Teplička, Otročín, Horní Slavkov, Chodov, Útvina, Stanovice és Nová Ves településekkel határos. Lakosainak száma 919 fő (2024. január 1.).

## Népesség
A település lakosságának változását az alábbi diagram mutatja:
| Lakosok száma | 2905 | 2868 | 2760 | 1512 | 1138 | 962  | 942  | 934  | 909  | 919  |
|               | 1869 | 1900 | 1921 | 1961 | 1980 | 2011 | 2016 | 2019 | 2021 | 2024 |